# Dasavathaaram
Pour plus de détails, voir Fiche technique et Distribution.
Dasavathaaram est un film indien, de langue tamoule, dirigé par K.S.Ravikumar et produit par Aascar Films. L'acteur principal est Kamal Haasan, réputé pour être l'un des meilleurs acteurs indiens. Il y interprète 10 rôles différents, battant le record mondial de Sivaji Ganesan, autre acteur tamoul. Asin Thottumkal y joue également deux rôles ainsi que Mallika Sherawat. Le tournage dure deux ans et demi, principalement à cause des séances quotidiennes de maquillage de plus de 6 heures infligées à Kamal Haasan, et des effets spéciaux omniprésents tout au long du film. En effet, "plusieurs Kamal Haasan" se rencontrent au cours du film. La direction de la photographie est assurée par Ravi Varman. Les chansons sont composées par Himesh Reshammiya et la musique d'accompagnement est due à Devi Sri Prasad. Tout au long des deux années que durent la réalisation du film, l'attention toute particulière portée au film par les médias indiens n'a jamais fléchi, mais a été au contraire exponentielle au fil du temps. Le CD de la musique du film a été lancé en grande pompe par Jackie Chan à Chennai (Inde), le 25 avril 2008.
Ce film, d'un budget de 650 millions de roupies indiennes (environ 10,5 millions d'euros), est sorti le 13 juin 2008, en tamoul et telugu, suivi d'une version doublée en hindi, Dashavtar, le 17 avril 2009.

## Synopsis
Kamal Haasan a récemment déclaré que Dasavathaaram traite de sujets comme les problèmes environnementaux, la science et la religion. De ses propres mots, “Dasavatharam has a lot of Al Gore in it, and also Ramanujar.” Ayant écrit l'histoire, le scénario et les dialogues lui-même, Kamal reconnait que le travail sur le scénario fut le plus difficile, car le sujet en lui-même est très complexe.
L'histoire
XIIe siècle, l'empire Chola est à son apogée. L'empereur Kulothunga Chola II, ardent fidèle de Shiva, ordonne à sa population d'ôter toutes traces d'une autre divinité hindoue, Vishnu. Par conséquent, l'unique statue de Vishnu est sortie de son temple pour être jetée à l'eau. Rangaraja Nambiar (Kamal Haasan), un fidèle de Vishnu, s'oppose à cet enlèvement et paye sa dévotion de sa vie. Kothai Radha (Asin), son épouse, se donne la mort à la suite de son décès.
XXIe siècle (fin décembre 2004) : Govind Ramasaamy (Kamal Haasan) est un scientifique d'origine indienne qui travaille en Californie dans un laboratoire privé spécialisé dans la biotechnologie. Sa dernière recherche aboutit à un virus capable d'anéantir la race humaine. Le Président des États-Unis, George W. Bush (Kamal Haasan), décide à ce moment de consacrer une somme colossale à la recherche en biotechnologie. Cependant, le responsable du laboratoire voit les choses autrement et décide de vendre le virus à des terroristes. Govind n'a que le temps de le sauver et de s'enfuir.
Malheureusement, un ancien agent de la CIA, Christian Fletcher (Kamal Haasan), est employé par les responsables du laboratoire pour se lancer à la poursuite de Govind afin de retrouver le virus. Or dans la confusion, celui-ci est expédié par erreur en Inde à une veuve de 91 ans, Krishnaveni (Kamal Haasan). Tandis que Govind poursuit sa recherche jusqu'en Inde, il est pourchassé par Christian Fletcher, aidé par Jasmin (Mallika Sherawat).
Après quelques déboires avec Balram Naidu (Kamal Haasan), un agent des Services secrets indiens, Govind réussit à retrouver Krishnaveni et sa petite-fille Aandaal (Asin). Mais malgré ses efforts, l'objet lui échappe à nouveau, il est maintenant caché dans une statuette. La chasse continue...
Au cours de ces aventures, Govind et Andaal font la connaissance de nombreuses personnes qui indirectement interviennent dans la quête du virus. Que ce soit le chanteur punjabi Avtaar Singh (Kamal Haasan) et son épouse Ranjitha (Jeyapradha), le militant intouchable Vincent Poovaraghan (Kamal Haasan), le géant Kalifullah Mukhtar (Kamal Haasan) et ses parents (Nagesh et K.R.Vijaya) ou encore le maître d'art martial japonais Shingen Narahashi (Kamal Haasan)... chacun prend sa part dans le jeu.

## Analyse
Le scénario de Dasavatharam est fondé sur la théorie du chaos et Kamal Haasan y soutient que le tsunami a été engendré par la mise à l'eau de la statue de Vishnu des milliers d'années plus tôt. C'est-à-dire que le poids de cette statue a créé une fissure dans les plaques terrestres du continent asiatique et cela a été à l'origine du glissement de ces dernières en 2004. De même, les dix rôles sont nécessaires, chacun étant à l'origine d'une variation dans le cours du destin : sans l'un l'autre n'aurait pas fait ceci, etc.
Dieu existe-t-il ou pas ? Dans la scène de conclusion, Kamal Haasan demande à Asin "Pourquoi Dieu n'a pas tenté d'éviter la mort de ces millions de gens ?" ... et cette dernière lui répond "Il a évité le pire en sauvant la vie des milliards d'hommes (du virus)". De là, Kamal Haasan lui dit ironiquement "Tu penses que Dieu avait eu l'idée, des milliers d'années plus tôt, de créer une fissure sur les plaques terrestres pour provoquer un tsunami des milliers d'années plus tard"... Cet enchaînement de dialogues est très significatif dans la mesure où une part de vérité existe dans chaque camp. Mais lorsque Asin lui demande "Tu veux dire que Dieu n'existe pas ?"... Kamal Haasan lui répond intelligemment "Je ne dis pas qu'il n'existe pas, mais que ce serait bien qu'il existe".
Kamal Haasan exprime avec fermeté dans ses dialogues sa position non dogmatique. Donc il faut tout simplement comprendre que la problématique universelle du "Dieu existe-t-il ou pas ?"... n'a pas été résolue par Kamal Haasan dans ce film comme il l'était dit par certaines sources et amène le problème plutôt sur la "vérité (identifiée à Dieu) peut-elle être atteinte par l'homme ?".[réf. nécessaire]

## Fiche technique
- Titre : Dasavatharam
- Titre original en tamoul : தசாவதாரம்
- Réalisateur : K.S.Ravikumar
- Scénario : Kamal Haasan
- Musique (chansons) : Himesh Reshammiya
- Musique d'accompagnement : Devi Sri Prasad
- Parolier : Sameer
- Chorégraphie : Brinda et Prasanna
- Direction artistique : Samir Chanda, M. Prabhakaran et Thotta Tharani
- Photographie : Ravi K. Chandran
- Montage : Ashmith Kunder et K. Thanigachalam
- Production : Oscar Ravichandran
- Budget : 10,5 millions d'euros
- Distributeur : Aascar Films et Sony India(Inde), Ayngaran Int. (Europe), Walt Disney Pictures (Canada), Narmadha Travels (USA)
- Langue : tamoul
- Pays d'origine : Inde
- Date de sortie : 13 juin 2008
- Format : Couleurs
- Durée : 185 minutes

## Distribution
- Kamal Haasan (10 rôles) : Rangaraja Nambi, Govind Ramasaamy, George Bush, Avtar Singh, Christian Fletcher, Shinghen Narahasi, Krishnaveni, Vincent Poovaraagan, Kalifullah Khan et Balaram Naidu
- Asin Thottumkal (2 rôles) : Aandal et Kothai
- Mallika Sherawat : Jasmine
- Jayaprada : Ranjitha Singh
- Nagesh : Sheikh Mukhtaar
- Napolean : Kulothunga Chola II
- P. Vasu : J. Raghavendra
- Santhana Bharathi : P. Raghavendra
- Rekha : Meenakshi
- Raghuram : Robin Roy

## Chansons
| No. | Titre                    | Artistes                            | Durée (m:ss) | Paroles    | Commentaires |
| 1   | Ulaga Nayagan            | Vinith                              | 5:34         | Vairamuthu | Le film s'achève avec cette chanson qui dévoile les secrets de plusieurs des rôles interprétés par Kamal Haasan, et met également en scène le réalisateur du film, K.S. Ravikumar. |
| 2   | Kallai Mattum            | Hariharan, Chorus                   | 5:28         | Vaali      | Dans un décor du XIIe siècle, avec Kamal Haasan en tant que Rangaraja Nambi, alors que Napolean joue Kulothunga Chola II.                                                          |
| 3   | Oh...Ho...Sanam          | Kamal Haasan, Mahalakshmi Iyer      | 5:31         | Vairamuthu | Les images montrent Kamal Haasan en Avtar Singh en concert avec sa femme, Ranjitha, interprétée par Jayaprada.                                                                     |
| 4   | Mukundha Mukundha        | Kamal Haasan, Sadhana Sargam        | 6:32         | Vaali      | Les images montrent Asin Thottumkal chantant en l'honneur de Vishnu, avec Kamal Haasan dans le rôle d'une vieille femme.                                                           |
| 5   | Kaa...Karuppanukkum      | Shalini Singh                       | 5:06         | Vairamuthu | Les images montrent Kamal Haasan dansant avec Mallika Sherawat dans une boîte de nuit branchée.                                                                                    |
| 6   | Oh...Ho...Sanam (Re-Mix) | Himesh Reshammiya, Mahalakshmi Iyer | 3:47         | Vairamuthu | Une chanson en bonus sur le CD, ne faisant pas partie du film |